# Sklandrausis
Sklandrausis – łotewskie ciastko w formie okrągłego placka z nadzieniem ziemniaczano-marchwiowym, tzw. łotewska tarta warzywna. 
Na podstawie wniosku złożonego w grudniu 2011 przez organizację Zaļais novads z rejonu Dundagi ciasto w 2013 uzyskało europejski znak "gwarantowana tradycyjna specjalność". Było pierwszym takim produktem z terytorium Łotwy.

## Charakterystyka
Ciasto z przaśnej mąki żytniej z margaryną lub masłem, wodą i solą wałkuje się na grubość około 1,5–2,5 mm, a następnie wycina krążki o średnicy 10–15 cm i formuje tak, by brzegi były zagięte ku górze (na wysokość 1,5–2 cm). Nadzienie z ziemniaków (puree) i marchwi (masa) układa się warstwami. Wierzch przyozdabia się kremem, posypuje cynamonem lub kminkiem. Proporcja ziemniaków do marchwi wynosi od 1:2 do 1:1. Pieczenie następuje w temperaturze 220–250°C do momentu wyschnięcia podłoża, czyli około 15–30 minut.
Sklandrausis serwowane jest najczęściej na zimno z herbatą lub mlekiem.

## Historia i nazwa
Tradycja przygotowywania sklandrausis sięga XVI wieku i wywodzi się z Kurlandii (a także z zachodniej Semigalii), choć obecnie produkt dostępny jest na całej Łotwie, także w marketach, sklepach spożywczych, na festynach i jarmarkach. Pierwsze wzmianki na temat ciasta pojawiły się w źródłach pisanych w XIX wieku, kiedy do jego wytworzenia używano papki z mąki i słoniny.

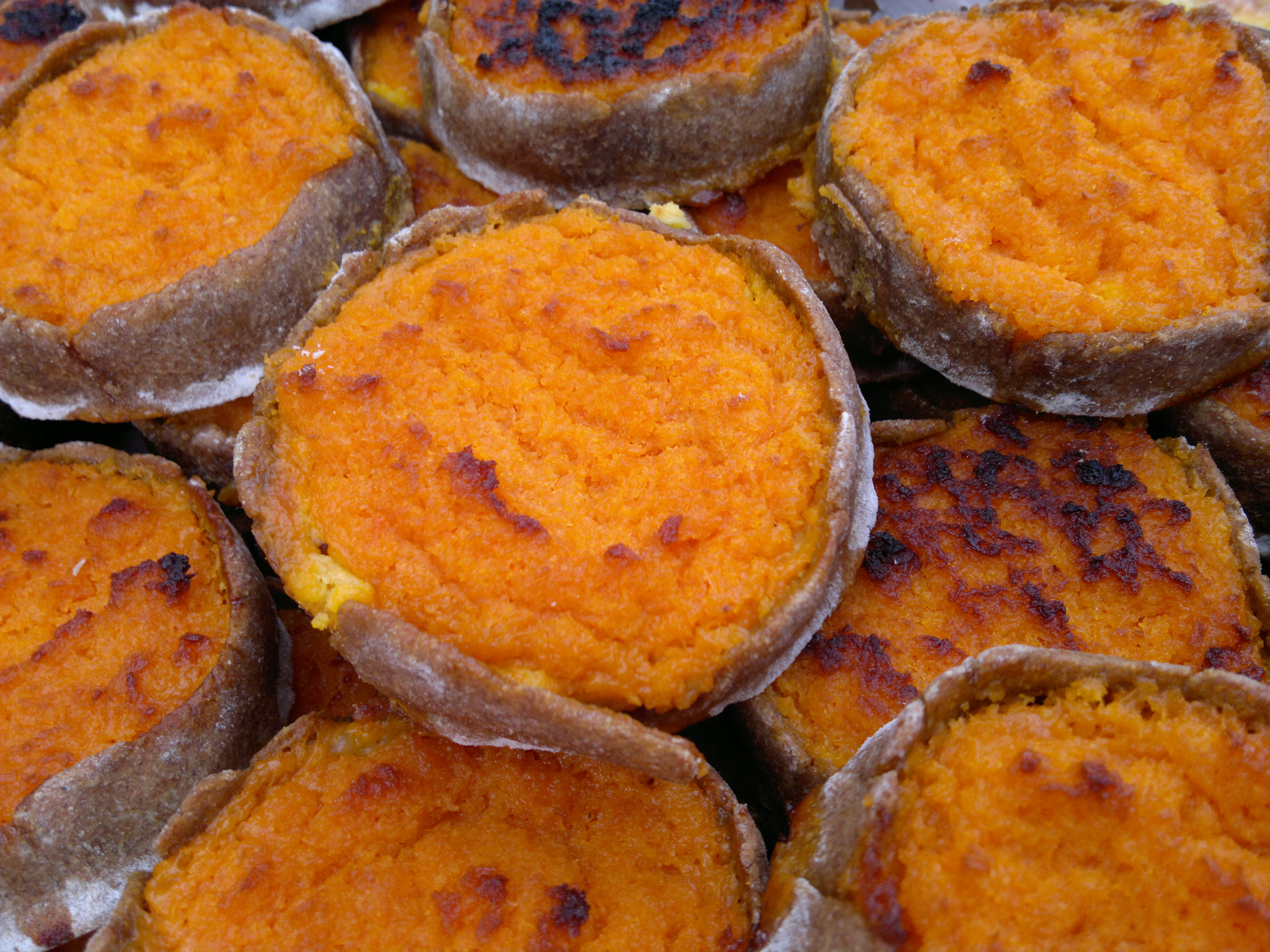
Sklandrausis

Nazwa produktu jest zlepkiem słów "skland" i "rausis" (od czasownika "raust": pol. „grabić", czy "posypywać”). Może to sugerować, iż w przeszłości wypiekano te ciastka przegarniając je gorącym popiołem z paleniska lub węglem. "Sklanda" to słowo wywodzące się z języka kurońskiego. Oznacza ono słupek w ogrodzeniu albo pochylone zbocze, co nawiązuje do wywiniętych brzegów. W Kurlandii znane jest ogrodzenie nazywane "sklandu žogs".